# WASTE
WASTE (также W.a.s.t.e.) — программа для P2P-обмена файлами небольшими рабочими группами размером до 50 пользователей.

## Возможности
Программа поддерживает развитые функции общения, сравнимые с IRC и ICQ, списки пользователей, находящихся онлайн и многопользовательский чат. Каждый пользователь может предоставлять доступ к файлам на своем компьютере и искать файлы на других компьютерах, как во всей сети, так и у определённых пользователей.
Вся коммуникация в сети WASTE шифруется при помощи алгоритмов RSA и Blowfish, обеспечивая таким образом безопасный и свободный от подслушивания обмен файлами и другой информацией. Кроме этого, существует способ настроить файлообменную сеть WASTE для работы со скрытыми сервисами Tor.
WASTE не нуждается в центральном сервере и несмотря на то, что программа находится в бета-стадии, работает стабильно.

## История разработки
Программа была разработана в 2003 году работниками фирмы Nullsoft и распространялась по лицензии GPL. Позже страница программы на сайте Nullsoft была закрыта по требованию AOL и заменена на предупреждение, что программа была размещена на сайте нелегально. С тех пор правовой статус программы находится под вопросом. Но с целью дальнейшего развития проекта появился форк WASTE again (посл. версия 21 февраля 2009).
По состоянию на март 2020 года существует активно развиваемый форк BlackBelt WASTE.